# Río Sok
El río Sok (en ruso: Сок) es un río de Rusia, afluente del Volga por la orilla izquierda. 

## Geografía
Discurre por los óblasts de Samara y de Oremburgo. Tiene una longitud de 364 km y una cuenca de 11.700 km². Su caudal medio es de 16.1 m³/s a 174 km de la desembocadura.
Nace en los montes de Bugulma y Belebéi, al sur de Bugulma. Fluye al norte de Samara y desemboca al norte de esta ciudad en el embalse de Sarátov.
Es de régimen principalmente nival. Las crecidas del río se dan en abril y principios de mayo. Permanece bajo los hielos generalmente de finales de octubre a abril. 
Su principal afluente es el río Kondurcha, por la derecha.
Las poblaciones más importantes sobre el río son Sernovodsk (balneario) y Surgut. El río es navegable en su curso inferior.

## Historia
Las fuentes de agua sulfúrica del valle del río Sok, cuyas propiedades salubres eran famosas por toda la región desde la Edad Media. El zar Pedro I, al detenerse en el lugar en su Campaña de Azov (1695), tuvo conocimiento de estas fuentes, y al ser el azufre un ingrediente de la pólvora, decidió establecer en Samara una fábrica de azufre.